# Кубок наслідного принца Катару 2004
Кубок наслідного принца Катару 2004 — 10-й розіграш турніру. Матчі відбулися з 24 квітня по 1 травня 2004 року між чотирма найсильнішими командами Катару сезону 2003—04. Титул переможця змагання виборов клуб Катар СК, котрий з рахунком 2:1 переміг у фіналі Ас-Садд.
| Володар Кубка наслідного принца Катару 2004 |
| ------------------------------------------- |
|                                             |
| Катар СК Другий титул                       |

## Формат
У турнірі взяли чотири найуспішніші команди Чемпіонату Катару 2003-04.
- Чемпіон — «Ас-Садд»
- Віце-чемпіон — «Катар СК»
- Бронзовий призер — «Аль-Арабі»
- 4 місце — «Аль-Аглі»

## Півфінали

### Перші матчі
| 24 квітня 2004 17:30 (EEST) |

| Ас-Садд            | 2:2      | Аль-Аглі                  |
| ------------------ | -------- | ------------------------- |
| Коні 59' Шиппо 87' | Протокол | Абдуллах 20' Олівейра 45' |

|  |

| 30 квітня 2005 18:45 (EEST) |

| Катар СК                       | 4:2      | Аль-Арабі                        |
| ------------------------------ | -------- | -------------------------------- |
| Каніджа 14', 29', 35' Аква 50' | Протокол | Батістута 77' (пен.) Баракат 86' |

|  |

### Повторні матчі
| 27 квітня 2004 17:00 (EEST) |

| Аль-Арабі     | 1:2      | Катар СК                      |
| ------------- | -------- | ----------------------------- |
| Алі Башир 76' | Протокол | Хассан 67' (пен.) Каніджа 79' |

|  |

| 27 квітня 2004 19:15 (EEST) |

| Аль-Аглі              | 2:3      | Ас-Садд                            |
| --------------------- | -------- | ---------------------------------- |
| Олівейра 38' Калу 42' | Протокол | Голам 26' Аль-Адсані 44' Кейта 56' |

|  |

## Фінал
| 1 травня 2004 19:00 (EEST) |

| Катар СК                                  | 2:1 дч   | Ас-Садд      |
| ----------------------------------------- | -------- | ------------ |
| Каніджа 6' Аль-Буайнеїн 95' (срібний гол) | Протокол | Мідо 3' (аг) |

|  |